# Rozhledna (Pietrowice Wielkie)
Rozhledna Pietrowice Wielkie (polsky Wieża widokowa w Pietrowicach Wielkich) je zastřešená příhradová rozhledna, nacházející se v osadě Skowronów u obce Pietrowice Wielkie, východně od města Kietrz, ve gmině Pietrowice Wielkie v okrese Ratiboř ve Slezském vojvodství v Polsku. Rozhledna je ve výšce 230,2 m n. m. a má výšku 22,83 m. Při výstupu je nutné zdolat 100 schodů po vnitřním schodišti. Čtyři vyhlídkové plošiny se nacházejí ve výškách 3,5 m, 8,75 m, 14 m a 17,5 m. Rozhledna byla otevřena v roce 2018 a nabízí vyhlídku na pohoří Beskydy, Jesenické oblasti, údolí řeky Odry aj. Rozhledna je přístupná po silnici s cyklostezkou, která je součástí Stezky věží a vyhlídek horní Odry. Vstup není zpoplatněn.

## Další informace
U rozhledny se nachází parkoviště, malý park, lavičky, informační tabule a přístřešek s malou gradovnou - gradovna (Pietrowice Wielkie). K rozhledně vede silnice s cyklostezkou.
Poblíž, ve Skowronowě, se nachází arboretum, kostel a dřevěnice (poutní místo).

## Galerie

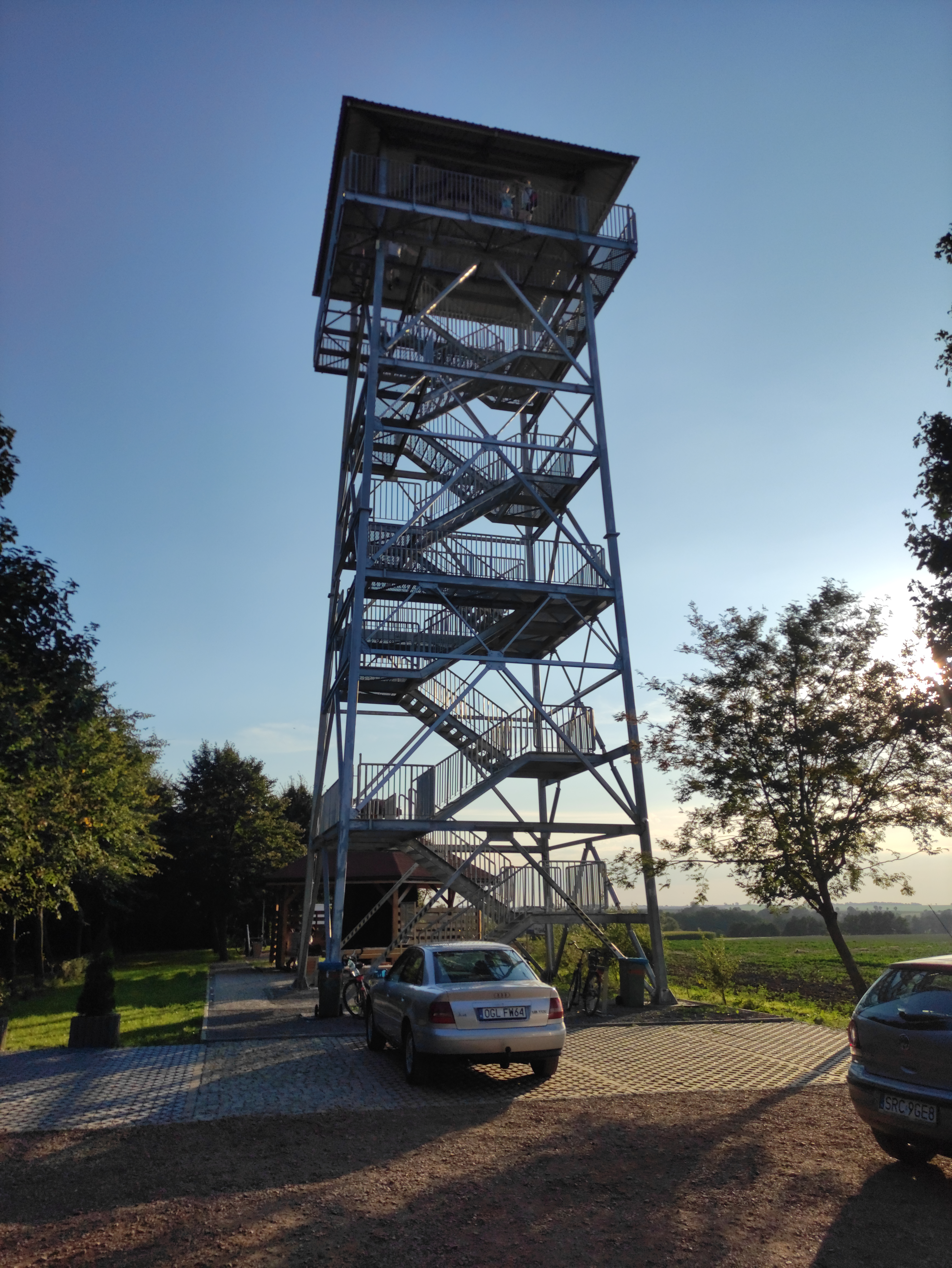
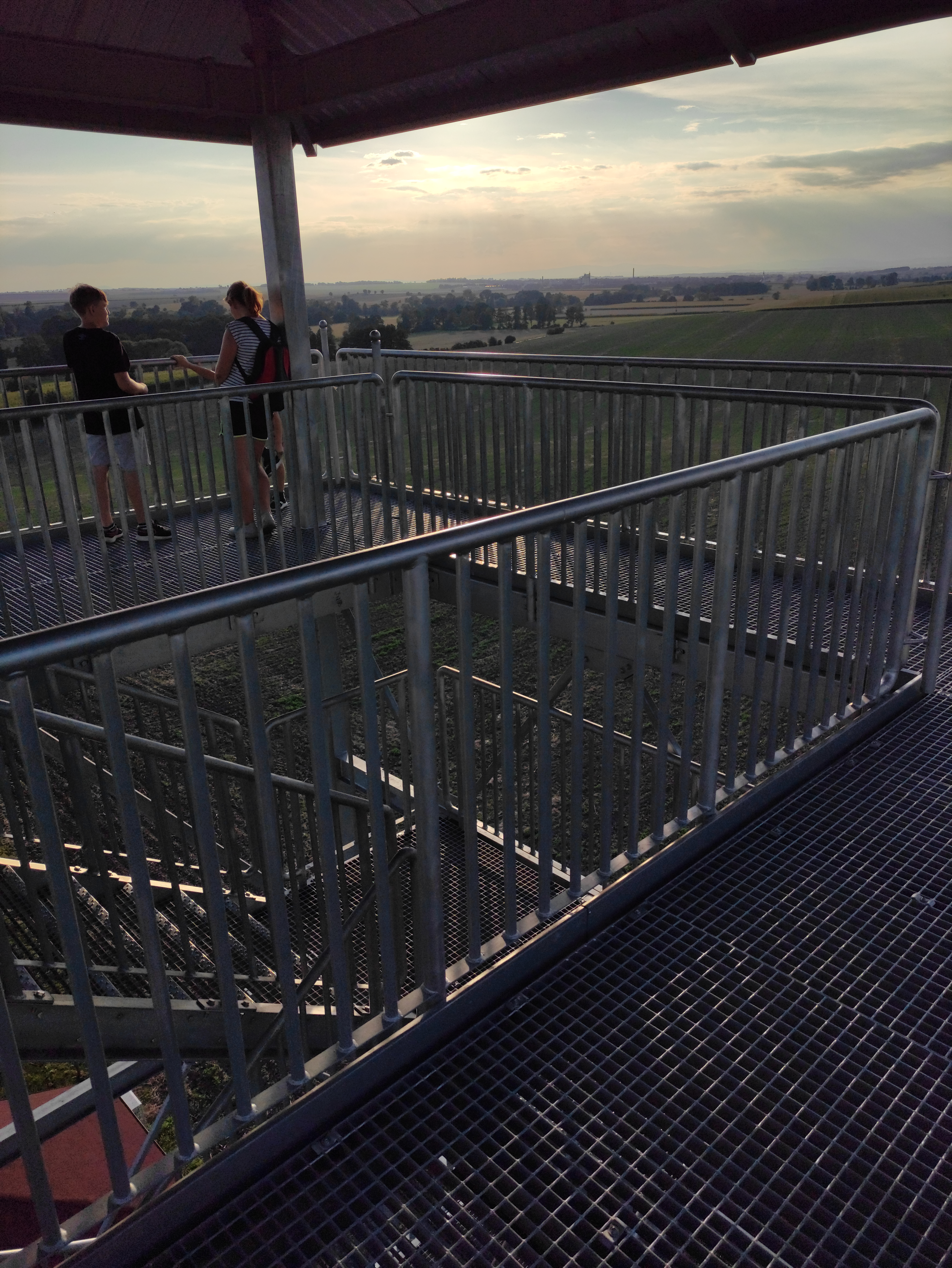
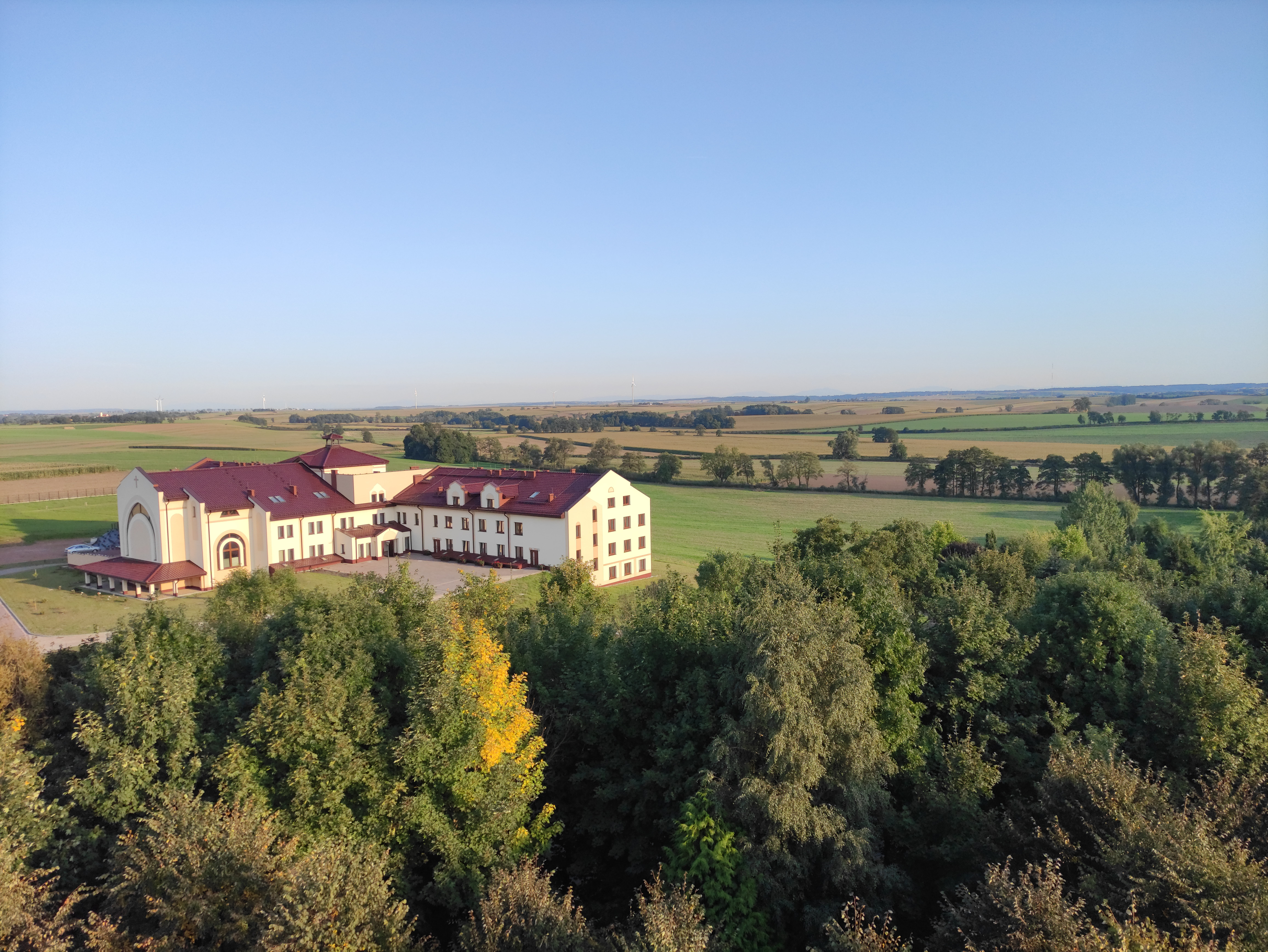
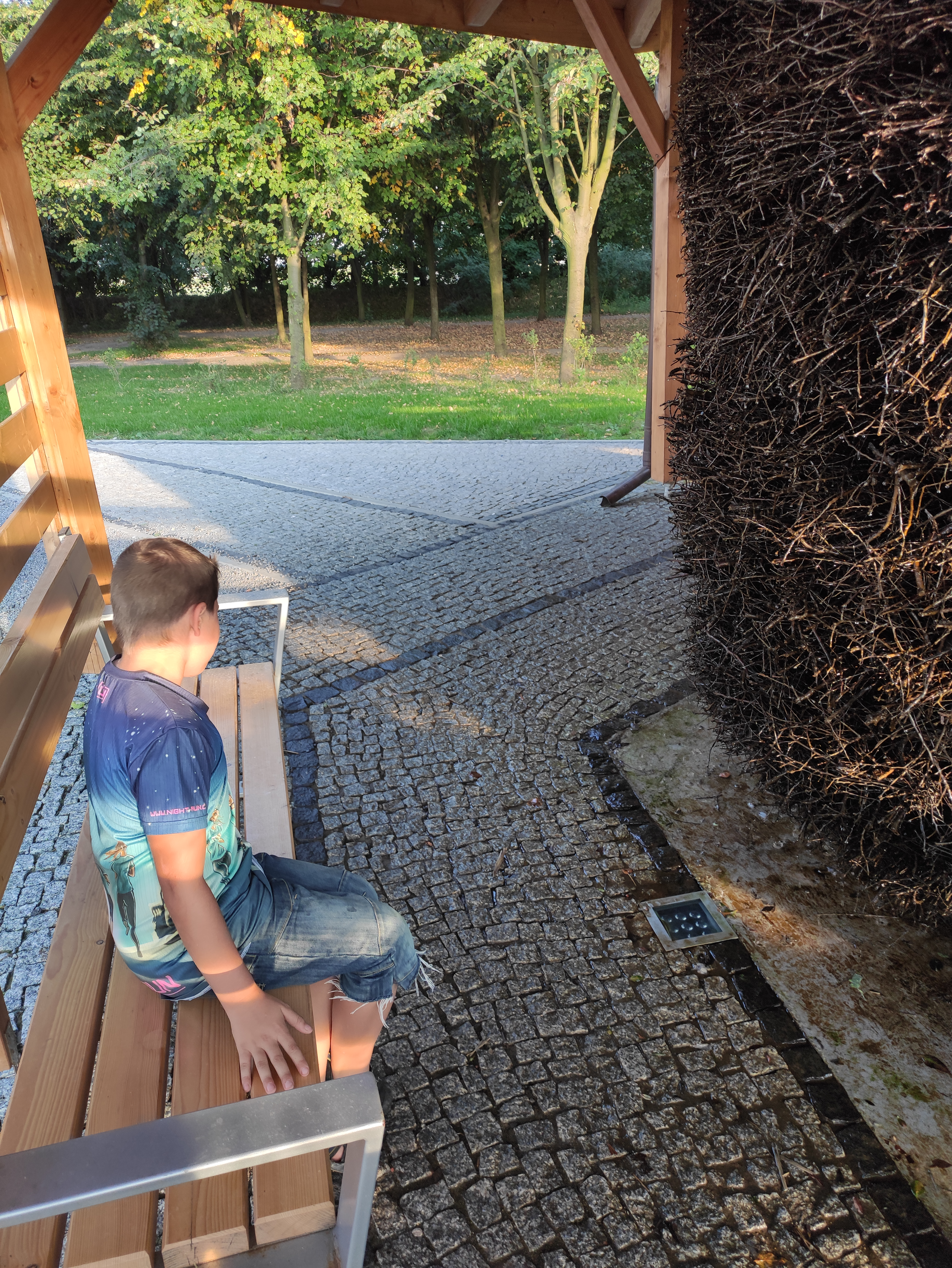